# Ostoja Złotopotocka
Ostoja Złotopotocka este o arie protejată (sit de importanță comunitară — SCI) din Polonia întinsă pe o suprafață de 2.748,06 ha, integral pe uscat.

## Localizare
Centrul sitului Ostoja Złotopotocka este situat la coordonatele 50°41′11″N 19°24′58″E / 50.6865°N 19.4162°E.

## Înființare
Situl Ostoja Złotopotocka a fost declarat sit de importanță comunitară în august 2007 pentru a proteja 1 specie de plante și 12 specii de animale.

## Biodiversitate
Situată în ecoregiunea continentală, aria protejată conține 13 habitate naturale: Vegetație psamofilă uscată cu pășuni deschise de Corynephorus și Agrostis, Pajiști uscate seminaturale și facies de acoperire cu tufișuri pe substraturi calcaroase (Festuco-Brometalia) (* situri importante pentru orhidee), Fânețe de joasă altitudine (Alopecurus pratensis, Sanguisorba officinalis), Izvoare petrifiante cu formare de travertin (Cratoneurion), Mlaștini alcaline, Pante stâncoase calcaroase cu vegetație casmofită, Peșteri inaccesibile publicului, Păduri de fag Luzulo-Fagetum, Păduri de fag Asperulo-Fagetum, Păduri de fag din Europa Centrală dezvoltate pe sol calcaros cu Cephalanthero-Fagion, Păduri de stejar și carpen Galio-Carpinetum, Păduri aluvionare cu Alnus glutinosa și Fraxinus excelsior (Alno-Padion, Alnion incanae, Salicion albae), Păduri de brad Holy Cross (Abietetum polonicum).
La baza desemnării sitului se află mai multe specii protejate:
- plante (1): Cochlearia polonica
- amfibieni (1): buhai de baltă cu burta roșie (Bombina bombina)
- mamifere (7): liliac cârn (Barbastella barbastellus), vidră de râu (Lutra lutra), liliac cu urechi mari (Myotis bechsteinii), liliac de iaz (Myotis dasycneme), liliac cărămiziu (Myotis emarginatus), liliac comun (Myotis myotis), liliacul mic cu potcoavă (Rhinolophus hipposideros)
- nevertebrate (2): croitorul mare al stejarului (Cerambyx cerdo), Osmoderma eremita
- pești (2): zglăvoacă (Cottus gobio), cicar (Lampetra planeri)